# Crocodylidae
Krokodili (Crocodylidae) ponekad nazivani i pravi krokodili su porodica krokodila (Crocodilia). S ukupno 14 vrsta su najveća porodica krokodila. Sve vrste žive u tropskim područjima Afrike, Azije, Oceanije s Australijom kao i Amerike.
U porodicu pravih krokodila svrstane su vrste:
- Crocodylus porosus - morski krokodil
- Crocodylus niloticus - nilski krokodil
- Crocodylus rhombifer - kubanski krokodil
- Crocodylus acutus − američki krokodil
- Crocodylus intermedius - orinoški krokodil
- Crocodylus palustris - močvarni krokodil
- Crocodylus siamensis - sijamski krokodil
- Crocodylus mindorensis - filipinski krokodil
- Crocodylus moreletii - meksički krokodil
- Crocodylus novaeguinea - novogvinejski krokodil
- Crocodylus johnsonii - australski krokodil
- Crocodylus cataphractus - oklopljeni krokodil
- Ostaeolaemus tetraspis - patuljasti krokodil
- Tomistoma schlegelii - sundski gavijal ili "lažni gavijal"

Od aligatora, a naročito od gavijala kao jedinog recentnog člana porodice gavijala, pravi krokodili se razlikuju prije svega obilježjima građe njihovih lubanja. Imaju uglavnom široke gubice koja nije prilagođena određenoj vrsti plijena i načina lova. Donji zubi ulaze im u jamice u gornjoj čeljusti, no različito od aligatora, četvrti zub im ulazi u prorez i kod zatvorene čeljusti je izvana vrlo dobro vidljiv. Na trbušnoj strani imaju posebne osjetilne jamice.

## Drugi projekti
|  | Zajednički poslužitelj ima još gradiva o temi Pravi krokodili |
|  | Wikivrste imaju podatke o taksonu Pravim krokodilima          |